# Рамзи (окръг, Северна Дакота)
Вижте пояснителната страница за други значения на Рамзи.
Окръг Рамзи (на английски: Ramsey County) е окръг в щата Северна Дакота, Съединени американски щати. Площта му е 3370 km², а населението - 11 519 души (2017). Административен център е град Девълс Лейк.